# Pachyurus heterosculptus
Pachyurus heterosculptus är en mångfotingart som beskrevs av Carl 1902. Pachyurus heterosculptus ingår i släktet Pachyurus och familjen Platyrhacidae. Inga underarter finns listade i Catalogue of Life.